# Amauronematus
Amauronematus är ett släkte av steklar som beskrevs av Friedrich Wilhelm Konow 1890. Amauronematus ingår i familjen bladsteklar.
Släktet Amauronematus indelas i:
- Amauronematus abnormis
- Amauronematus aeger
- Amauronematus amentorum
- Amauronematus amplus
- Amauronematus anthracinus
- Amauronematus boreoalpinus
- Amauronematus brevilabris
- Amauronematus carbonarius
- Amauronematus cornutus
- Amauronematus dahlbomi
- Amauronematus eiteli
- Amauronematus erectus
- Amauronematus fasciatus
- Amauronematus freyja
- Amauronematus galbiventris
- Amauronematus groenlandicus
- Amauronematus hebes
- Amauronematus hedstroemi
- Amauronematus helleni
- Amauronematus histrio
- Amauronematus humeralis
- Amauronematus hyperboreus
- Amauronematus krausi
- Amauronematus lateralis
- Amauronematus latiserra
- Amauronematus leucolenus
- Amauronematus lindqvisti
- Amauronematus longicauda
- Amauronematus longiserra
- Amauronematus mcluckiei
- Amauronematus microphyes
- Amauronematus miltonotus
- Amauronematus montanus
- Amauronematus mundus
- Amauronematus neglectus
- Amauronematus nitidipleuris
- Amauronematus nuorbinjargi
- Amauronematus pacificus
- Amauronematus poppii
- Amauronematus propinquus
- Amauronematus punctulatus
- Amauronematus puniceus
- Amauronematus ranini
- Amauronematus sagmarius
- Amauronematus schlueteri
- Amauronematus semilacteus
- Amauronematus sempersolis
- Amauronematus septentrionalis
- Amauronematus stenogaster
- Amauronematus subfuscus
- Amauronematus tillbergi
- Amauronematus toeniatus
- Amauronematus tunicatus
- Amauronematus variator
- Amauronematus viduatinus
- Amauronematus viduatus
- Amauronematus vittatus